# Hikutavake
Hikutavake is een van de 14 dorpen van Niue en telt 65 inwoners (2001). Het dorp is gelegen in het noordwesten van het eiland en grenst met de klok mee aan de Stille Oceaan, Toi, Mutalau, Tuapa en Namukulu. 
Toi maakt deel uit van het historische stammengebied Motu, dat de noordelijke helft van het eiland beslaat.

## Politiek
Bij de parlementsverkiezingen van 2011 kon Opili Talafasi zijn zetel voor Hikutavake behouden; hij was uitgedaagd door Pamela Togiakona. Vlak na de verkiezingen brandde het huis van Talafasi's zoon te Hikutavake uit, waarop de politie twee mannen oppakte op verdenking van brandstichting. Het is nog niet duidelijk of deze politiek was gemotiveerd.

Alofi North · Alofi South · Avatele · Hakupu · Hikutavake · Lakepa · Liku · Makefu · Mutalau · Namukulu · Tamakautoga · Toi · Tuapa · Vaiea